# Verzorgingsplaats Meilanden
Verzorgingsplaats Meilanden was een Nederlandse verzorgingsplaats, gelegen aan de oostzijde van de A50 Eindhoven → Emmeloord tussen knooppunt Valburg en afrit 18 in de gemeente Overbetuwe. In 2011 is de verzorgingsplaats gesloten tijdens de verbreding van de A50 naar 2x3 rijstroken.
Aan de andere kant van de snelweg ligt even verderop verzorgingsplaats Weerbroek.
A1: De Haar · Elsenerveld · Friezenberg · Jool-Hul  
A2: Proostwetering · De Rooijen · Zwartehof · Heezerhut · Aalsterhut  
A4: Leiburg · Oostvliet  
A6: De Monnik  
A9: Amstelveen · Hammerstein  
A12: Mollebos · De Heul · De Roode Haan  
A15: Zeekade · Kraaienbos · De Laar · Topsweerd · Groenendijk  
A16: Krabbenbosschen · Mastbos  
A17: Kapelberg  
A20: Aalkeet  
A27: Bosberg  
A28: Holkerveen · Nunspeet-Noord · Nunspeet-Zuid  
A50: Meilanden · Kabeljauw  
A58: Krabbenbosschen · Mastbos · Sloedam  
A59: Tollenaer · 't Vaerland  
A67: De Gender · De Blauwe Klei  
A79: Keelbos · Ravensbos  
A326: Rolenhof